# Madison Rayne
Madison Rayne, pseudonimo di Ashley Nichole Simmons (Columbus, 5 febbraio 1986), è una wrestler statunitense, sotto contratto con la All Elite Wrestling, dove oltre a lottare, svolge il ruolo di allenatrice.
Precedentemente ha fatto parte della Total Nonstop Action Wrestling/Impact Wrestling dove ha detenuto il TNA Knockouts Championship per cinque volte.

## Biografia
Simmons cresce a West Faylette con i suoi due fratelli maggiori; dopo il liceo, ha iniziato ad allenarsi per partecipare a varie competizioni fitness.

### Ohio Championship Wrestling (2005-2009)
Lexi Lane debutta nella OCW il 13 marzo 2005 il quale fa coppia con il suo allenatore Jeff Cannon perdendo in un Mixed Tag Team Match. Nell'aprile 2005 Lane debutta in un match singolo perdendo contro Jayme Braxton con Ivory come arbitro speciale. Il 18 giugno 2005 Lane batte Brian Biggs in un Single Match. Il mese successivo Lexi Lane perde di nuovo contro Jayme Braxton. All'OCW event Lane fa coppia con Scotty Sabre sconfiggendo Jayme Braxton e Matt Masonalso in un Mixed Tag Team Match. Il 12 novembre 2005 Lexi Lane batte Hailey Hatred in un match singolo. Ai tapings di OCW dell'11 febbraio 2006 Lane riesce a sconfiggere Shantelle Taylor dopo un match difficilissimo. Nei tapings di OCW dell'11-03-1006 Lane sfida Shark Boy in un match per il OCW Cruiserweight Championship in un 5-Way Match con la vittoria di Vic Montana. Nei tapings di OCW del 12 e 13 maggio Lane perde contro Heather Owens. Laxi Lane entra in feud con Jessicka Havoch nel giugno 2006, dopo che Lane ha sconfitto Owens per squalifica. Il 7 e 8 ottobre a OCW Laxi batte Havoch in un single match. L'11 novembre Laxi Lane e Tracy Brooks sconfiggono ODB e Havoch in un tag team match. A OCW Stairway to Stardom svoltosi il 13 gennaio 2007 Lane affronta Havoch ma il match finisce in un no-contest. Il 13 marzo a OCW Ladies Night Lane sconfigge ODB nella finale del torneo che determinava la nuova OCW Women's Champion. Il 27 aprile Lane mantiene la cintura difendendola dall'assalto di Sassy Stephie. Il mese successivo Lane difende di nuovo la cintura dall'assalto di Stephie. A OCW Fan Appreciation Night Lane difende con successo il titolo contro Angle Dust. Il 25 agosto a OCW la Lane batte Stephie e Dust in un Triple Threat Match mantenendo la cintura. Nel mese di settembre Laxie Lane e Nevaeh vengono sconfitte da Sassy Stephie e Angle Dust in un Tag team match. Il 24 novembre ai tapings di OCW Lane perde il titolo femminile contro Nevaeh. Nel febbraio 2009 perde contro Sara Del Rey.

### Circuito indipendente (2006–2009)
Lane debutta nella Mad-Pro Wrestling il 2 marzo 2006 a MPW Crowing a Champion accompagnando Lotus dove quest'ultima compete per il MPW World Heavyweight Championship Tournament; nella stessa sera debutta affrontando Portia Perez venendo sconfitta. Il 25 maggio a MPW One Year Anniversary ha affrontato Naveah in un dark match terminato in un no-contest. Lane debutta nella Far North Wrestling (FNW) il 15 luglio 2006 a Kittaning, Pennsylvania, dove sconfigge Jessicka Havok. Il 22 luglio 2006 a MPW No Escape, Lane compete in un fatal-four way match contro Naveah, Portia Perez e Daizee Haze, vinto da Portia Perez.
Lane fa il suo debutto nella New Era Pro Wrestling (NEPW) il 2 dicembre 2006 all'evento NEPW Hostile Holidays contro Havock il quale riesce a sconfiggerla. In seguito debutta nella Cleveland All-Pro Wrestling (CAPW) aL'11 febbraio 2007 a St. Valentine's Day Mat Massacre venendo sconfitta da Lorelei Lee in un triple threat match che includeva anche Havock. Il 10 marzo 2007 alla CAPW in coppia con Portia Perez viene sconfitta da Hailey Hatred e Havock in un tag team match. All'evento CAPW April Armageddon, Lexi Lane perde contro Havock. Lexi Lane debutta per la PRIME Wrestling (PWO) il 27 novembre 2007, all'evento PWO Television episode 5, dove ha battuto Sassy Stephie. Lexi Lane fa il suo ritorno il 24 maggio 2008, nell'episodio PWO Television episode 15, dove ha sconfitto Hobo Joe. Il 21 giugno, nell'episodio PWO Television episode 18, Lexi Lane vince insieme a Josh Prohibition contro Jimmy DeMarco e Marion Fontaine in un mixed-tag-team match.

### Shimmer Women Athletes (2007–2009; 2011)

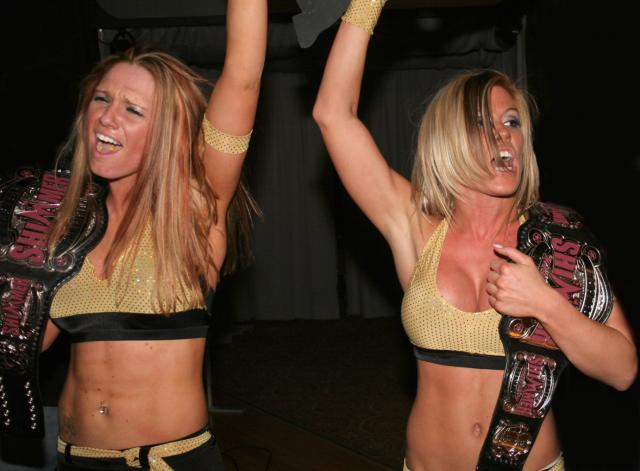
Lexi Lane insieme a Nevaeh come le Shimmer Tag Team Champions

Il 13 ottobre 2007, Ashley debutta nella Shimmer Women Athletes come Ashley Lane. Nei tapings del Volume 15, perde insieme a Lorelei Lee contro Portia Perez e Nicole Matthews. Nei tapings del Volume 16, Ashley Lane made viene sconfitta da Alexa Thatcher.
La Lane stringe poi un'alleanza con Nevaeh, debuttando nel Volume 17 perdendo contro le Experience (Lexie Fyfe e Malia Hosaka), e in seguito battono le Minnesota Homewrecking Crew (Lacey e Rain) nel Volume 18. Nel Volume 19, Ashley Lane compete in una battle royal, vinta da Jetta. Negli stessi tapings, Ashley Lane insieme a Nevaeh battono Veronika Vice e Cat Power, and then lost to The International Home Wrecking Crew (Rain and Jetta) on Volume 20. Il 19 Ottobre, Ashley Lane e Nevaeh emergono vittoriose nel six-team tag team gauntlet match diventando le nuove Shimmer Tag Team Champions. Later in the evening, they successfully defended the belts against the Canadian NINJAs (Portia Perez and Nicole Matthews). Nei tapings del Volume 23, Ashely Lane e Neveah difendono le cinture contro Rain e Jetta in un two out of three falls match. Nei tapings del Volume 25, Ashley Lane e Neveah successfully difendono ancora i titoli all'assalto di Amazing Kong e Sara Del Rey. Nel Volume 26, il 3 Maggio 2009, Ashley Lane e Nevaeh perdono le cinture di coppia dalle NINJAs.
Nei tapings del Volume 27, Ashley Lane e Naveah vengono sconfitte da Melanie Cruise e Wesna Busic. Nei tapings del Volume 28, Ashley Lane e Naveah battono Kacey Diamond e Sassy Stephie. A causa di un accordo tra la Shimmer Women Athletes e la Ring of Honor, Ashley Lane debutta per la Ring of Honor il 19 aprile 2008, dove compete in un Four Corner Survival match contro Daizee Haze, Lacey e MsChif, vinto dalla MsChif. Ashley Lane fa una seconda apparizione al PPV Southern Hostility il 6 dicembre, in un match contro Haze, Sara Del Rey e Serena Deeb. Ashley Lane lascia in seguito la ROH dopo vaer debuttato nella Total Nonstop Action Wrestling (TNA), come Madison Rayne nell'episodio di IMPACT! dell'8 gennaio.
Il 1º ottobre 2011, Ashley Lane ritorna nella Shimmer come face, chiamando la sua ex partner Nevaeh per affrontare MsChif e Jessie McKay. Nevaeh a sua volta afferma che Ashley Lane ha dato le spalle alla Shimmer lasciando la promozione nel 2009, portando entrambe ad una rissa. Nello stesso evento, Nevaeh batte Ashley Lane nel suo match di ritorno. Nei tapings del Volume 44, Ashley Lane fa coppia con Mia Yim perdendo contro Nevaeh e Sassy Stephie.

### Wrestlicious (2009-2010)
Nel 2009, Ashley prende parte alla prima stagione di Wrestlicious, che vennero mandate in onda nel mese di Marzo del 2010. Nella promozione, interpreta il ruolo della "Cheerleader" Amber Lively. Debutta nel terzo episodio di Takedown, insieme a Lacey Von Erich e vincendo per squalifica contro la squadra composta da Draculetta e White Magic. Nell'episodio di Takedown del 7 aprile, Amber Lively partecipa nella Hoedown Trowdown battle royal per determinare i primi due contendenti per il Wrestlicious Championship, ma fallisce.

### Circuito indipendente (2010–2013)
Madison Rayne fa il suo debutto per la Remix Pro Wrestling (RPW) il 24 aprile 2010 all'evento Remix Pro Throw Down For The Pound 2 a Marietta, Ohio, dove ha sconfitto Neveah e Sojournor Bolt in un triple-treat match. Madison Rayne debutta anche per la Purks International Championship Wrestling (PICW) il 10 agosto in un evento a Cedartown, Georgia, dove ha sconfitto Tracy Taylor. Il 2 aprile 2011, all'evento Remix Pro Throw Down-Hoedown For The Pound 3, batte The Queen of Wrestling Sara Del Rey.
La Rayne debutta anche per la Family Wrestling Entertainment (FWE) al pay-per-view FWE Fallout, dove è stata sconfitta da Tara con Christy Hemme come special guest referee. Dal 2011, la Rayne lotta per la Family Wrestling Entertainment (FWE). Il 22 Settembre 2012, Madison Rayne debutta per la Northeast Wrestling, insieme a Rosita battendo le The Beautiful People (Angelina Love e Velvet Sky) in un tag team match. Madison Rayne debutta anche per la National Wrestling Superstars (NWS) il 12 dicembre 2012, all'evento NWS Jingle Brawl, dove insieme a Danny Demanto ha accompagnato Nikki Addams nel suo match contro Nikki Richardson. Later that event, Rayne teamed up with Demanto in a losing effort to Chris D'Andrea and Rosita in a mixed-tag-team match. La sera seguente, la Rayne lotta insieme a Demanto battendo D'Andrea e Rosita.

### Total Nonstop Action Wrestling

#### The Beautiful People (2009–2010)

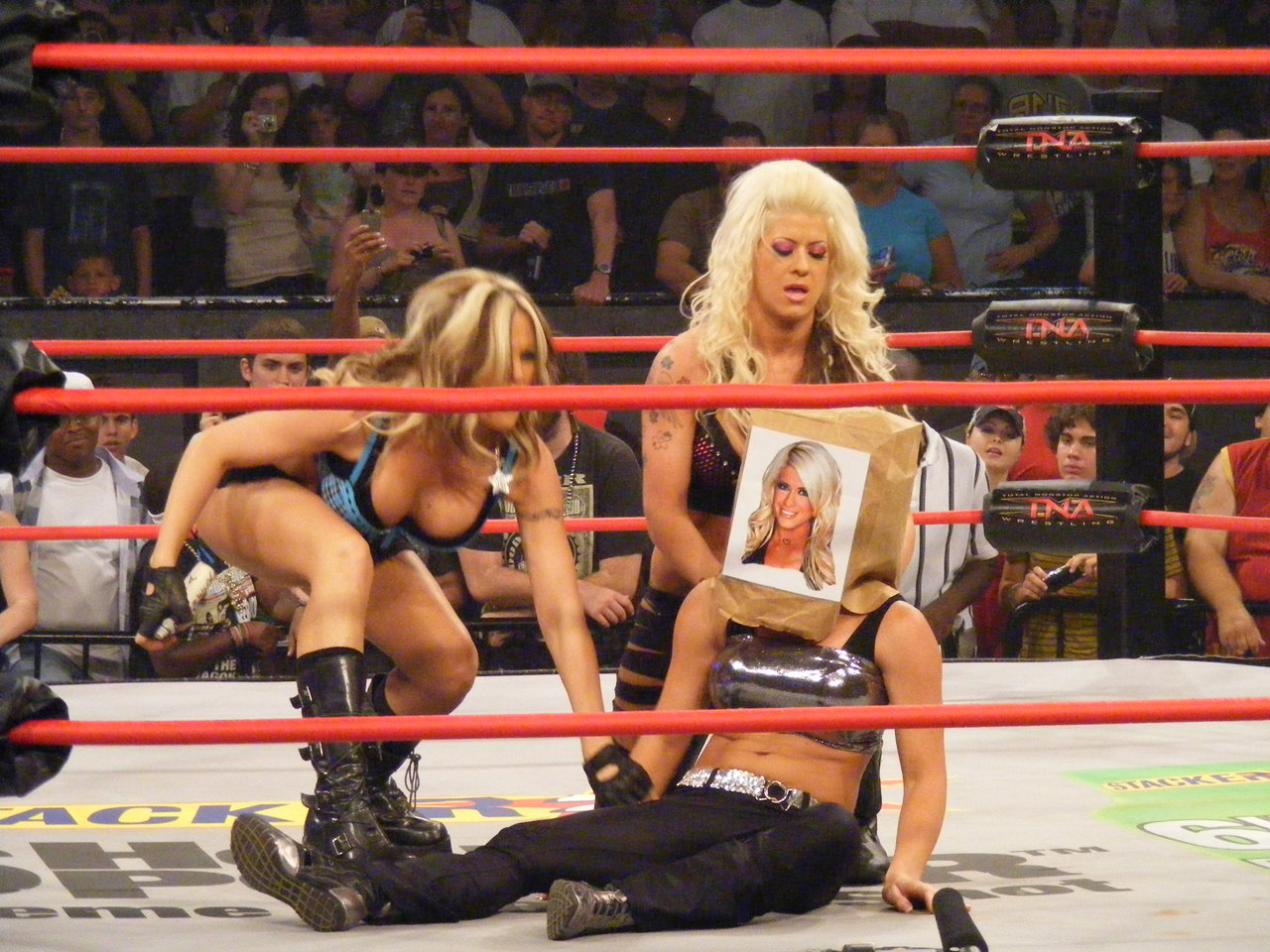
Angelina Love e Velvet Sky umiliano Madison Rayne

Ashley debutta nella Total Nonstop Action Wrestling (TNA) come Madison Rayne nell'episodio di IMPACT! dell'8 gennaio 2009, dove viene sconfitta da Awesome Kong, stabilendosi come face. Ritorna nell'episodio di IMPACT! del 12 febbraio in un TNA Knockouts Gauntlet match rimanendo una delle ultime finaliste e venendo poi eliminata da Sojo Bolt. La settimana seguente, inizia la sua prima storyline abbandonando la sua tag team partner Taylor Wilde in un match contro le Beautiful People (Angelina Love e Velvet Sky) ed effettuando un turn heel. Nell'episodio di IMPACT! del 5 marzo si allea con le Beautiful People iniziando anche ad accompagnarle nei loro match ed al Destination X fa il suo debutto in un pay-per-view perdendo insieme ad Angelina Love e Velvet Sky contro The Governor, Taylor Wilde e Roxxi. Nell'episodio di IMPACT! del 26 marzo aiuta Angelina Love e Velvet Sky a vincere contro Awesome Kong e Raisha Saeed. 

Al PPV Lockdown accompagna (assieme a Velvet Sky), Angelina Love in un three-way cage match per il titolo TNA Women's Knockout Championship contro Awesome Kong e Taylor Wilde dove la Love è riuscita a conquistare la cintura. 

Nell'episodio successivo di IMPACT! le Beautiful People la nominano membro ufficiale della stable in una celebrazione che è viene interrotta da Awesome Kong ed in seguito Kong continua ad attaccarle sconfiggendo in match singoli sia la stessa Rayne che Velvet Sky e Cute Kip, mentre Angelina Love riesce a sconfiggerla in uno stretcher match. Al PPV Hard Justice, Madison Rayne costa la sconfitta di Angelina Love e di conseguenza del suo titolo e nell'episodio successivo di IMPACT!, Madison Rayne era stata programmata ad affrontare la Love, ma prima che iniziasse, Angelina l'ha attaccata nel backstage. Dopo che Angelina ha schienato Madison Rayne, Valvet Sky arriva coprendo il viso della Rayne con una busta, umiliandola. Madison viene poi salvata da Tara e Christy Hemme. Nell'episodio di IMPACT! del 10 settembre, Madison Rayne e Roxxi perdono contro le Beautiful People in un match che faceva parte per l'inaugurazione delle nuove Knockouts Tag Team Champions.

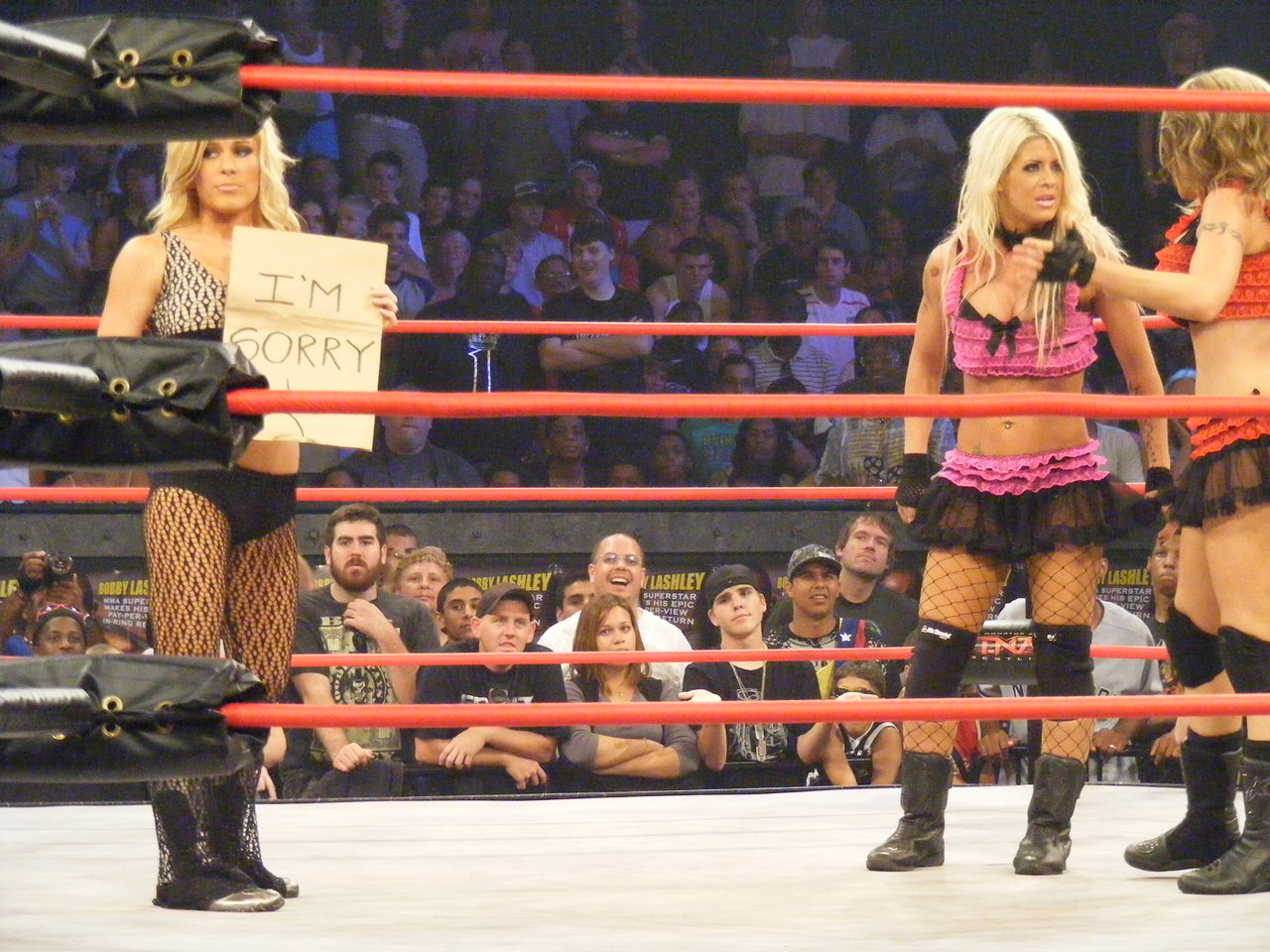
Madison Rayne si scusa alle Beautiful People

La settimana seguente, Madison Rayne, dopo aver aiutato Angelina e Velvet a farle avanzare in finale nel torneo per decretare le nuove campionesse di coppia, viene riammessa nelle Beautiful People. Al No Surrender Madison Rayne prende il posto di Angelina Love, che era stata svincolata dalla compagnia e fa coppia con Velvet Sky nella finale del torneo, dove sono state sconfitte da Sarita e Taylor Wilde. Nell'episodio di IMPACT! del 1º ottobre, le Beautiful People si scusano con i fan della TNA e con le Knockouts, dando la colpa ad Angelina Love ed invitano poi le detentrici del titolo TNA Knockouts Tag Team Championship (Taylor Wilde e Sarita) per sfidarle in un match al Bound for Glory e dove le Beautiful People prima le stringono la mano ma poi le attaccano fino a perdere il controllo della situazione e salvandosi solo grazie all'arrivo della debuttante Lacey Von Erich che ha la meglio su Taylor Wilde e Sarita. Le tre posano poi sul ring, e danno il benvenuto a Lacey nelle Beautiful People. Madison Rayne ottiene la sua prima vittoria in TNA nell'episodio di IMPACT! dell'8 ottobre, vincendo un eight-Knockout elimination match dove insieme a Velvet Sky, Alissa Flash e Traci Brooks sconfiggono Sarita, Taylor Wilde, Hamada e Christy Hemme dopo un'interferenza di Lacey Von Erich. Le tre vincono il primo match come un team battendo ODB, Tara e Awesome Kong ma non riescono a conquistare il titolo di coppia al Bound For Glory. 
 Nell'episodio di IMPACT! del 22 ottobre le Beautiful People iniziano a presentare nel backstage il loro reality show "The Meanest Girls". Nell'episodio pilota le Beautiful People attaccano Taylor Wilde e Sarita al catering incominciando anche una lotta tra il cibo. Nell'episodio di IMPACT! del 5 novembre le Beautiful People hanno attaccano ancora ODB ed annunciano un six knockout tag team match al Turning Point sia per il titolo TNA Women's Knockout Championship che per quello di Tag Team e dove però ne escono sconfitte tramite uno schienamento di ODB su Madison Rayne. Durante questo periodo iniziarono anche ad usare un nuovo strumento chiamato l'Ugly Stick di Lacey che consiste in un bastone di colore rosa utilizzato per attaccare le avversarie.

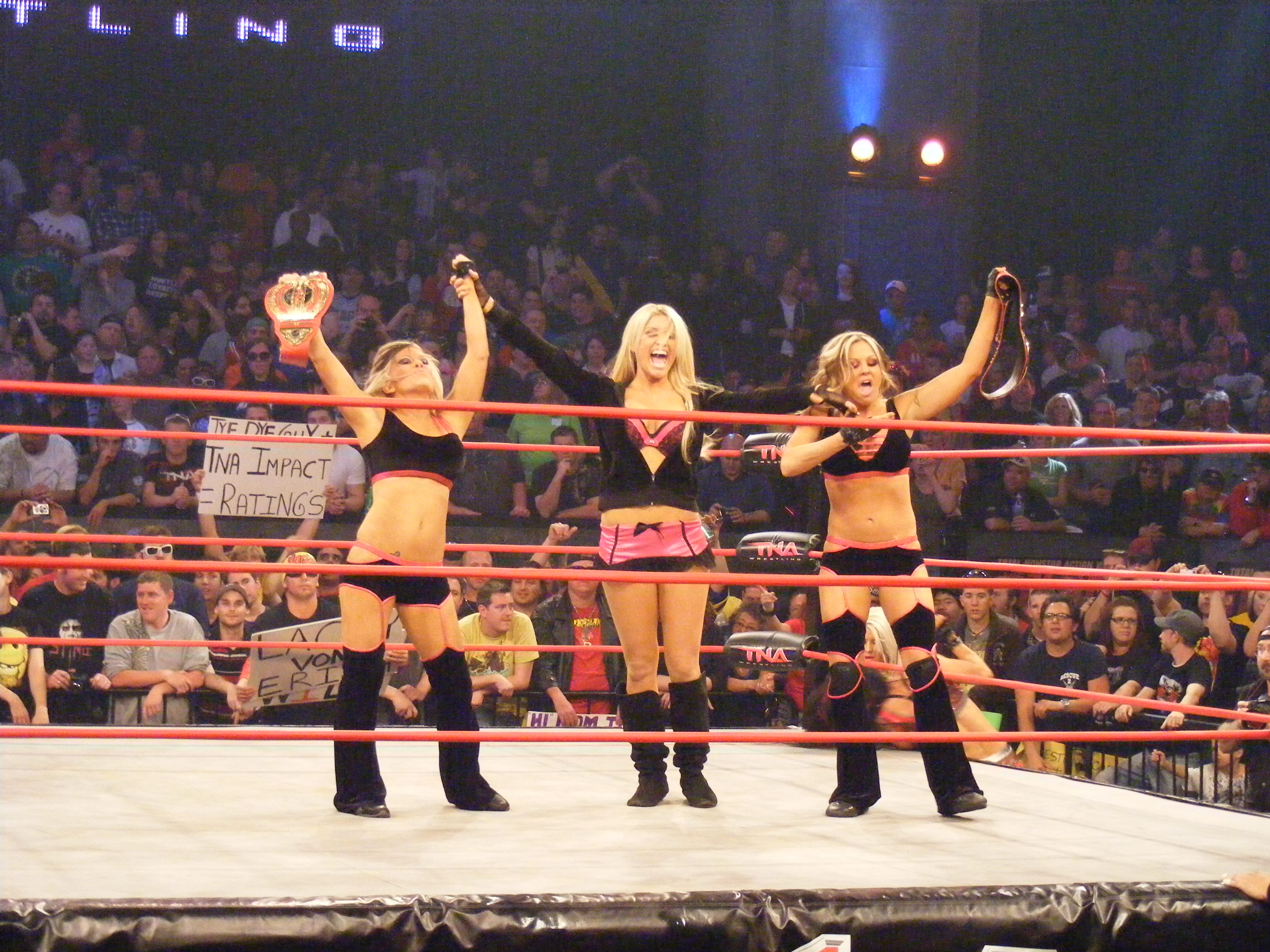
Madison Rayne con le nuove Beautiful People: Velvet Sky e Lacey Von Erich

Angelina Love ritorna nella compagnia nell'episodio di IMPACT! del 14 gennaio, ma vedendo il suo rimpiazzamento nelle Beautiful People, le attacca. Dopo alcune settimane, nell'episodio di IMPACT! dell'8 marzo, Madison Rayne e Velvet Sky battono Angelina Love/Tara e Sarita/Taylor Wilde in un three-way match vincendo i vacanti Knockouts Tag Team Championship. Tutti e tre i membri delle Beautiful People sono considerate campionesse, ed ogni combinazione poteva difendere le cinture. A Lockdown, Madison e Velvet affrontano Tara e Angelina Love in un tag team Steel Cage Match, dove la Rayne schiena Tara vincendo il titolo della Love. Con la vittoria, Madison diventò la prima persona a possere sia il Knockout Champio che il Knockout Tag Team Champion. Il mese seguente, a Sacrifice, Madison Rayne batte Tara in un Title vs Career match, costringendo Tara a ritirarsi dalla TNA e concludendo la storyline tra quest'ultima e le Beautiful People. A Slammiversary, Madison Rayne rimane campionessa battendo Roxxi in un altro Title vs Career match.

#### The Queen Bee (2010–2013)

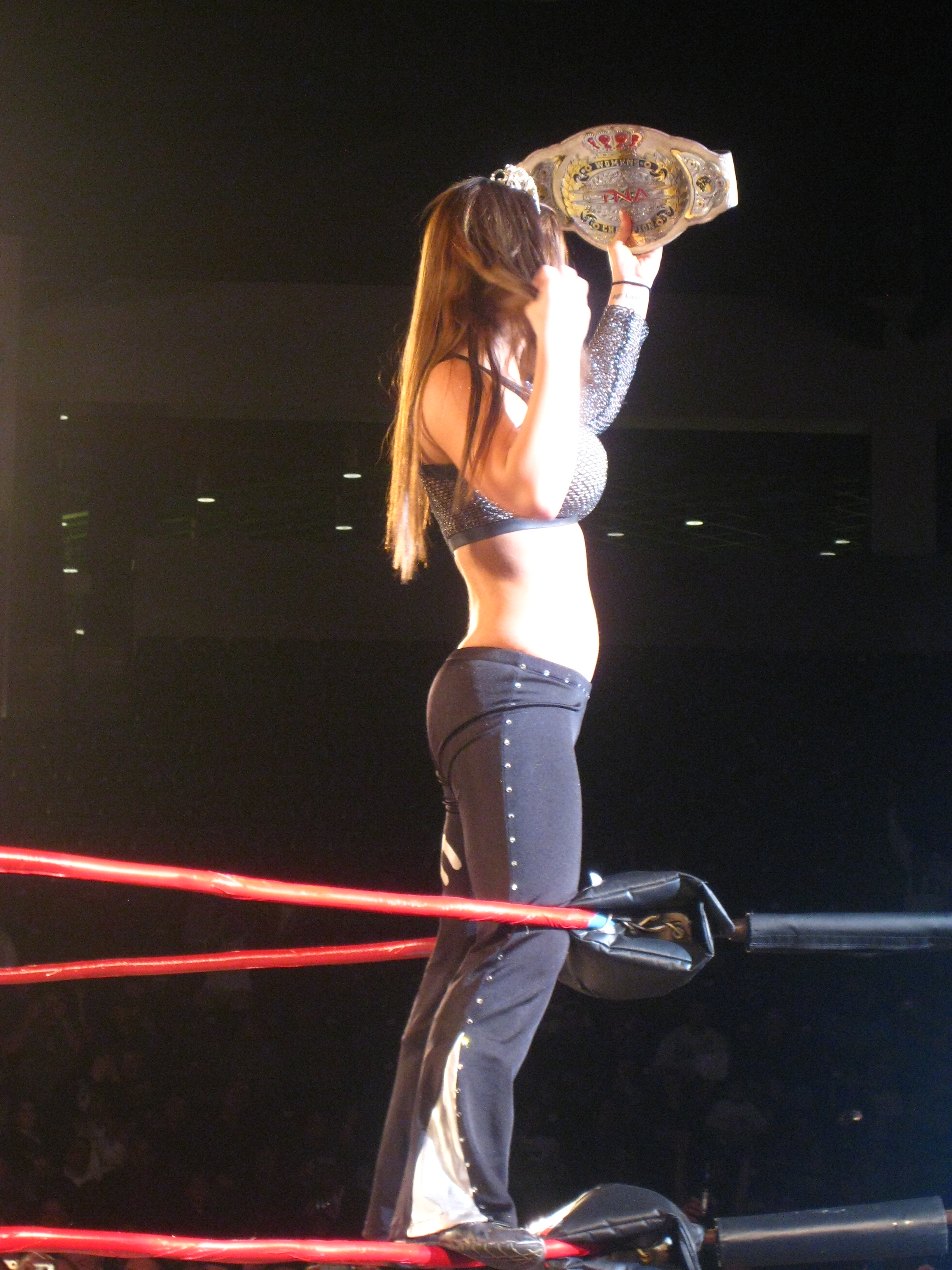
Madison Rayne con il TNA Knockouts Championship nel Marzo 2011

A Victory Road, Madison Rayne perde il Knockout Champion contro Angelina Love in un Title vs Career match per squalifica a causa di una interferenza esterna da una persona incognita in un casco da motociclista. Prima del match era stato annunciato che il titolo sarebbe cambiato di mano per squalifica se una tra Velvet Sky o Lacey Von Erich avesse interferito nel match. Tuttavia, il titolo è ritornato a Madison Rayne nell'episodio di IMPACT! del 22 Luglio, quando è stato dichiarato che non vi era alcuna prova che la persona che aveva interferito nel match era una tra Velvet Sky o Lacey Von Erich. Dopo settimane di litigio tra di loro per il recente atteggiamento di Madison Rayne, le Beautiful People accettano una tregua nell'episodio di IMPACT! del 29 luglio. Tuttavia, nell'episodio successivo di IMPACT!, Madison Rayne e la donna misteriosa costano il match a Velvet Sky e Lacey Von Erich per i TNA Knockouts Tag Team Championship contro Hamada e Taylor Wilde. Nell'episodio di IMPACT! del 12 Agosto, Madison Rayne perde il Knockout Champion contro Angelina Love, dopo una distrazione da parte di Velvet Sky. Nell'episodio di IMPACT! del 19 Agosto, Madison riceve il suo rematch ma viene ancora sconfitta dalla Love, dopo un'altra interferenza di Velvet Sky. Dopo il match, la Rayne e la donna misteriosa attaccano Angelina e Velvet. Nell'episodio di IMPACT! del 2 settembre, si scopre che la donna misteriosa è Tara quando le due battono Angelina Love e Velvet Sky in un tag team match. Al PPV No Surrender, Madison Rayne viene sconfitta da Velvet Sky. Nell'episodio di IMPACT! del 16 settembre, Madison Rayne e Tara attaccano Lacey Von Erich, dopo che Madison e Lacey falliscono la conquista dei TNA Knockouts Tag Team Champion. Lacey Von Erich viene poi salvata da Angelina Love e Velvet Sky che quindi riformano le Beautiful People. Nell'episodio di IMPACT! del 30 settembre, Madison Rayne firma una rinuncia per consentire a Tara di ritornare sul ring.
A Bound for Glory, partecipa al fatal four way per il Knockout Champion detenuto da Angelina Love, ma viene sconfitta, quando Tara schiena Velvet Sky per vincere il titolo. Nell'episodio di IMPACT! del 14 Ottobre, Tara si fa schienare da Madison Rayne facendole vincere il Knockout Champion. Nell'episodio di IMPACT! del 16 dicembre, Madison Rayne e Tara battono Mickie James e Miss Tessmacher avanzando nella finale del torneo per i vacanti TNA Knockouts Tag Team Champion. Nell'episodio di IMPACT! del 23 dicembre, Madison e Tara vengono sconfitte in finale dal team formato da Angelina Love e Winter. Al PPV Genesis, Madison Rayne difende il Knockout Champion battendo Mickie James, anche grazie alle interferenze di Tara. Nello stesso mese, Madison Rayne debutta con una nuova gimmick facendosi chiamare la "Queen Bee delle Knockouts". A Against All Odds, Madison Rayne difende ancora il titolo battendo Mickie James, in un Last Knockout Standing match, ancora grazie alle interferenze di Tara. Dopo aver concluso la faida con Mickie James, apre una open challenge per il Knockout Champion, e difendendo il titolo battendo ODB, Roxxi e Alissa Flash. Nell'episodio di IMPACT! del 17 marzo, Madison Rayne viene sfidata per l'ultima volta da Mickie James, dove Madison accetta con una stipulazione: che se Mickie fallisse di nuovo, si sarebbe rasata i capelli. L'8 aprile, Madison Rayne diventa la TNA Knockout Champion più longeva della storia arrivando a 178 giorni, superando il record di Awesome Kong. A Lockdown, Madison Rayne perde il Knockout Championship contro Mickie James in uno steel cage Title vs Hair match, finendo il suo regno a 188 giorni.

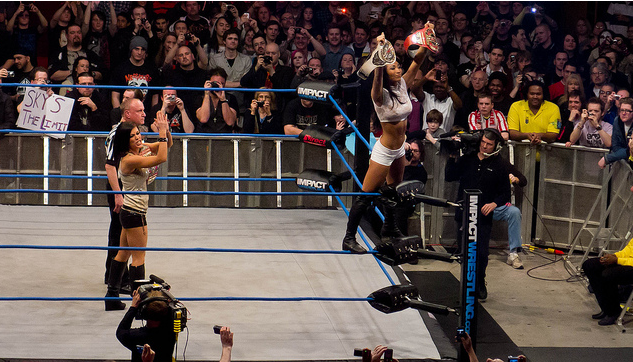
Madison Rayne e Gail Kim nel 2012

Durante i mesi successivi, Tara inizia a sentirsi a disagio sulla brutalità degli attacchi di Madison Rayne verso Mickie James e quando Madison ha chiesto un rematch per il Knockout Champion, Mickie ha accettato con la condizione che se lei non fosse stata in grado di batterla e di conseguenza a vincere il titolo, Tara sarebbe stata liberata dal suo contratto con Madison Rayne. A Sacrifice, Madison Rayne fallisce la conquista del Knockout Champion, quando Tara la attacca effettuando un turn face. Nell'episodio di IMPACT! del 9 giugno, Madison Rayne attacca Tara costandole il suo tag team match insieme a Mickie James contro Angelina Love e Winter. Nell'episodio di IMPACT! del 14 luglio, Madison e Tara si affrontano con la vittoria di quast'ultima. Nell'episodio di IMPACT! 29 settembre, Madison Rayne batte Tara ricevendo una chance per il Knockout Championship a Bound for Glory. A Bound for Glory, Madison Rayne viene sconfitta da Velvet Sky in un four-way title match, che includeva anche Mickie James e Winter. Nell'episodio seguente di IMPACT!, Madison Rayne si allea con Gail Kim e con il Vice Presidente della divisione delle Knockouts, Karen Jarrett. Nell'episodio di IMPACT! del 3 novembre, Madison Rayne e Gail Kim battono Brooke Tessmacher e Tara vincendo i TNA Knockouts Tag Team Champion. Nell'episodio di IMPACT! del 10 novembre, difendono i titoli battendo Mickie James e Velvet Sky. Al PPV Final Resolution, Madison Rayne interviene durante il match per il Knockout Champion tra Gail Kim e Mickie James, aiutando Gail a vincere. Nell'episodio di IMPACT! del 15 dicembre, Madison Rayne diventa la nuova Vice Presidente della divisione delle Knockouts dopo il licenziamento di Karen Jarrett (storyline), fin quando nell'episodio di IMPACT! del 29 dicembre viene sostituita da Sting. Nella stessa sera, Madison interviene nel main event tra Gail Kim e Mickie James, costando ancora il match per il Knockout Champion alla James. Nell'episodio di IMPACT! del 5 gennaio, Madison Rayne e Gail Kim difendono i titoli di coppia contro Mickie James e Tracy Brooks. Nell'episodio di IMPACT! del 19 gennaio, Madison Rayne viene sconfitta da Mickie James in uno steel cage match. Nell'episodio di IMPACT! del 16 febbraio, Madison Rayne diventa la number one contender per il TNA Knockout Champion vincendo una battle royal. Nelle settimane a seguire, la tensione tra Madison e Gail Kim inizia a farsi pesante, quando le due si interferiscono nei loro match. Nell'episodio di IMPACT! dell'8 marzo, Madison Rayne e Gail Kim perdono i Knockouts Tag Team Champion contro Eric Young e ODB. A Victory Road, Madison Rayne fallisce la conquista del Knockout Champion perdendo contro Gail Kim. Nell'episodio di IMPACT! del 29 marzo, Madison e Gail si riconciliano.
Nell'episodio di IMPACT! del 5 luglio, inizia una storyline con l'arbitro Earl Hebner che si è preso una cotta segreta di Madison. Nell'episodio di IMPACT! del 2 agosto, Earl Hebner aiuta Madison Rayne a vincere un fatal four-way match contro Gail Kim, Mickie James e Tara per diventare la number one contender per il Knockout Champion. A Hardcore Justice, Earl Hebner aiuta Madison Rayne a battere Miss Tessmacher vincendo il Knockout Champion per la quarta volta. Nell'episodio di IMPACT! del 16 agosto, Madison Rayne perde il titolo contro Miss Tessmacher, in un match arbitrato dalla debuttante Taryn Terrell. Madison Rayne nell'episodio di IMPACT! del 15 novembre, dove prende parte in una battle royal per decretare la number one contender per il Knockouts Championship, ma viene eliminata da ODB. Nell'episodio di IMPACT! del 13 dicembre, Madison Rayne affronta la rientrante Velvet Sky perdendo. Il 17 marzo, Madison Rayne appare al PPV One Night Only Knockouts Knockdown, congratulandosi con Gail Kim che è stata nominata "Regina della TNA". Da quell'apparizione, Madison Rayne si prende un periodo di pausa perché incinta. Il 3 luglio, Madison Rayne annuncia su Twitter che il suo contratto con la TNA era scaduto.

#### Ritorno e Knockouts Champion (2013–2014)
Madison Rayne ritorna nell'episodio di IMPACT! del 12 dicembre, salvando ODB, che era stata attaccata da Lei'D Tapa e Gail Kim, effettuando un turn face. Madison Rayne fa il suo ritorno sul ring nell'episodio di IMPACT! del 19 dicembre, dove insieme a ODB battono Lei'D Tapa e Gail Kim, dopo che Madison ha schienato la Kim. Nell'episodio di IMPACT! del 2 gennaio, Madison Rayne batte Gail Kim nella sua open challenge, guadagnandosi un'opportunità per il TNA Knockout Champion. Nell'episodio speciale di IMPACT! del 16 gennaio intitolato Genesis, Madison Rayne batte Gail Kim diventando così la nuova TNA Women's Knockout Champion per la quinta volta. Nell'episodio di IMPACT! del 30 gennaio, le Beautiful People si riuniscono quando Madison Rayne fa squadra con Velvet Sky in un tag team match, dove vincono battendo Gail Kim e Lei'D Tapa. La rivalità tra Gail e Madison continua quando le due si affrontano in uno street fight match nell'episodio di IMPACT! del 20 febbraio, dove la Kim emerge vittoriosa dopo un'interferenza da parte di Lei'D Tapa. Nell'episodio di IMPACT! del 27 febbraio, Madison Rayne si riunisce ancora con Velvet Sky in un tag team match contro Lei'D Tapa e Alpha Female, dove ne escono sconfitte. Il 2 marzo, Madison Rayne e Gail Kim hanno fatto parte del gruppo dei wrestler della TNA nell'evento disputatosi a Tokyo, Giappone, dove durante l'evento, Gail Kim batte Madison in un non-title match. A Lockdown, Madison Rayne batte Gail Kim in uno Steel Cage Match riconfermandosi TNA Knockout Champion.
Dopo aver terminato la sua rivalità con Gail Kim, Madison Rayne inizia una storyline con la rientrante Angelina Love, tornata nell'episodio di IMPACT! del 13 marzo, con l'intento di riunire le Beautiful People. Nell'episodio di IMPACT! del 20 marzo, Velvet Sky accetta l'offerta di Angelina Love, mentre Madison la declina, venendo poi attaccata nel backstage dalla Love. Nell'episodio di IMPACT! del 27 marzo, viene sconfitta da Angelina Love grazie ad una distrazione di Velvet Sky che effettua un turn heel. Nell'episodio di IMPACT! del 3 aprile, Rayne e Brittany vengono sconfitte dalle Beautiful People, a causa di uno schienamento della Love ai danni di Brittany. A Sacrifice, Rayne perde il Women's Knockout Championship contro la Love in un I Quit match, terminando il suo regno dopo 101 giorni.

### Ritorno ad Impact Wrestling (2017-2021)
Il 16 gennaio 2021, durante il pre-show di Hard to Kill, annunciò il ritiro dal wrestling. Tuttavia riprenderà a lottare dall’autunno dello stesso anno.

## Personaggio

### Mosse finali
- Dys-Lexi-A Reverse STO
- Rayne Drop (inverted overdrive)

### Soprannomi
- "Sexy"
- "Cheerleader"
- "The Queen Bee"

## Titoli e riconoscimenti
Dynamite Championship Wrestling
- DCW Women's Championship (1)

Ohio Championship Wrestling
- OCW Women's Championship (2)

Pro Wrestling Illustrated
- 5º posto nella classifica delle migliori 50 lottatrici nei PWI Female Top 50 del 2011

Shimmer Women Athletes
- Shimmer Tag Team Championship (1) con Nevaeh

Total Nonstop Action Wrestling
- TNA Knockouts Championship (5)
- TNA Knockouts Tag Team Championship (2) con Velvet Sky (1), Gail Kim (1)
- Knockout of the Year (2010)